# Sphenoptera bedeli
Sphenoptera bedeli es una especie de escarabajo del género Sphenoptera, familia Buprestidae. Fue descrita científicamente por Abeille de Perrin en 1909.

## Distribución
Habita en la región paleártica.